# End of the Century (Film)
End of the Century (Originaltitel Fin de siglo) ist ein Filmdrama von Lucio Castro, das am 30. März 2019 im Rahmen der Reihe New Directors / New Films, einem gemeinsamen Filmfestival des New Yorker Museum of Modern Art und der Film Society of Lincoln Center, seine Premiere feierte, am 16. August 2019 in ausgewählte US-Kinos kam und am 14. November 2019 in den deutschen Kinos startete. In dem episch angelegten, mit Rückblenden versehenen, romantischen Drama wird die außergewöhnliche, Jahrzehnte umspannende Liebesgeschichte zwischen dem in New York lebenden Dichter Ocho und dem sportlichen Javi, einem in Deutschland lebenden Spanier, erzählt.

## Handlung
Als sich der in New York lebende Dichter Ocho und der in Berlin lebende Spanier Javi in einem Hotel in Barcelona begegnen, fühlen sie sich sofort stark zueinander hingezogen. Nach mehreren gescheiterten Anläufen, so der Versuch einer Nummer am Strand, kommt es zwischen den beiden zu einem One-Night-Stand, nachdem Ocho sich endlich getraut, Javi auf sein Zimmer einzuladen. Allmählich realisieren die beiden Männer, dass sie sich bereits vor 20 Jahren schon einmal begegnet sind.

## Produktion
Regie führte Lucio Castro, der auch das Drehbuch schrieb. 
Die Dreharbeiten fanden in Barcelona statt.
Der Film feierte am 30. März 2019 im Rahmen der Reihe New Directors / New Films, einem gemeinsamen Filmfestival des New Yorker Museum of Modern Art und der Film Society of Lincoln Center, seine Premiere. Im Juli 2019 wurde er beim Outfest Los Angeles LGBTQ Film Festival gezeigt, bevor er am 16. August 2019 in ausgewählte US-Kinos kam. Ein Kinostart in Deutschland erfolgte am 14. November 2019.

## Rezeption

### Kritiken
Der Film konnte 91 Prozent der Kritiker bei Rotten Tomatoes überzeugen und erhielt hierbei eine durchschnittliche Bewertung von 7,7 der möglichen 10 Punkte. IndieWire zählte End of the Century zu den besten LGBTQ-Filmen des Jahres 2019.
Björn Schneider von der Gilde deutscher Filmkunsttheater beschreibt End of the Century als einen unsentimentalen und visuell stark durchkomponierten Film, der von Entfremdung, Schicksalsbegegnungen und der Kraft der Gefühle handelt. Die Chemie zwischen den beiden Darstellern Juan Barberini und Ramon Pujol stimme zu jeder Zeit, so Schneider weiter: „Ihre Zusammentreffen (sowohl in der Vergangenheit als auch in der Gegenwart) sind geprägt von einer knisternden Atmosphäre, die einen großen Reiz dieses Debüts ausmacht.“

### Auszeichnungen (Auswahl)
Buenos Aires International Festival of Independent Cinema 2019
- Nominierung als Bester argentinischer Film (Lucio Castro)

Dorian Awards 2020
- Nominierung als LGBTQ Film of the Year[7]

GLAAD Media Awards 2020
- Nominierung als Bester Film – Limited Release[8]

Outfest Los Angeles 2019
- Grand Jury Award - Honorable Mention - Outstanding Performance in an International Narrative (Juan Barberini, Mia Maestro und Ramon Pujol)